# Jan Kulig
 Jan Kulig  (ur. 18 lutego 1938 w Parchaniu, zm. 7 marca 2025 w Sulejówku) – polski ekonomista, prof. dr hab., wykładowca akademicki.

## Życiorys
W 1969 r. uzyskał stopień doktora nauk ekonomicznych na Wydziale Nauk Społecznych Instytutu Nauk Ekonomicznych Uniwersytetu Warszawskiego. W 1981 r. na tej samej uczelni uzyskał stopień doktora habilitowanego w zakresie międzynarodowych stosunków gospodarczych. W 1991 r. otrzymał z rąk Prezydenta RP tytuł profesora nauk ekonomicznych.
Pracował w SGPiS (następnie SGH; w latach 1963–1968 oraz 1992–2006), w Instytucie Nauk Ekonomicznych PAN (1982–1998), w Instytucie Koniunktur i Cen Handlu Zagranicznego (1987–1991), na Uniwersytecie Zambijskim w Lusace (1983–1985) oraz w Akademii Ekonomiczno-Humanistycznej w Warszawie d. WSFiZ (2005-2018).
Swoje zainteresowania koncentrował na procesach dostosowań strukturalnych i systemowych krajów rozwijających się w porównaniu do specyfiki transformacji ustrojowej w Polsce oraz na orientacjach proeksportowych krajów rozwijających się i zmianach ich pozycji międzynarodowej.

## Wybrane publikacje
- Kulig Jan, Meandry globalizacji XXI wieku, Warszawa, 2010.
- Kulig Jan, Michał Kalecki as a scholar in development economics, Warszawa, 2009.
- Kulig Jan, Współzależności globalne w przebiegu kryzysu finansowego, Warszawa, 2009.
- Kulig Jan, Zagrożenia dla konkurencyjności przedsiębiorstw krajowych wywołane nowymi cechami globalizacji gospodarki. Nowe trendy i wyzwania w zarządzaniu. Koncepcje zarządzania, Warszawa, 2008.
- Kulig Jan, Niepokoje społeczne i ekonomiczne na tle procesów globalizacji XXI wieku, Warszawa, 2008.
- Kulig Jan, Tendencje wyrównywania poziomów rozwoju na tle strategii międzynarodowego otwierania gospodarek, Warszawa, 2001
- Kulig Jan, Gospodarka Azji Wschodniej i Południowo-Wschodniej : konkurent czy partner dla Polski?, Warszawa, 1997
- Kulig Jan, Makroekonomiczne uwarunkowania działalności przedsiębiorstw w Azji Wschodniej: jakie wnioski dla polskiej transformacji?, Warszawa, 1997.
- Kulig Jan, The Significance of the Pattern of Industrialisation of East-Asian Economies for Post-Communist Countries,Warszawa, 1997
- Kulig Jan, Znaczenie wzorca uprzemysłowienia krajów Azji Wschodniej dla krajów postsocjalistycznych, Warszawa, 1997
- Kulig Jan, Export Promotion Policies and Restructuring of the Economy: The Case of South Korea and Taiwan, Warszawa, 1996.
- Kulig Jan, How far to a full market system? : A quinquennial account of Polish reforms, Warszawa, 1996.
- Kulig Jan, Strategia proeksportowa a restrukturyzacja gospodarki, Warszawa, 1996.
- Kulig Jan, Otwieranie gospodarek krajów Azji wschodniej : wnioski dla Polski, Warszawa, 1995.
- Kulig Jan, Strukturalne i systemowe dostosowania krajów silnie zadłużonych, Warszawa, 1994.
- Kulig Jan, Lipowski Adam, "Shock therapy" in Poland : the response of state-owned enterprises, San Francisco, 1994.
- Kulig Jan, Lipowski Adam, Państwo czy rynek? Wokół źródeł "cudu gospodarczego Korei Południowej, Warszawa, 1992.
- Kulig Jan, Dylematy polityki dostosowawczej w Trzecim Świecie: wyzwania dla Polski, Warszawa, 1990.
- Kulig Jan, "Oddłużanie przez wzrost" : strategia (średnio) uprzemysłowionych krajów rozwijających się, Warszawa, 1990.
- Kulig Jan, Proeksportowa orientacja krajów rozwijających się : wnioski dla gospodarki polskiej, Warszawa, 1990.
- Kulig Jan, Which way to the market economy : through stabilisation or growth resumption?, Londyn, 1990.
- Kulig, Jan, International and internal preconditions of export success of the newly industrialised countries : their implications for Poland, Warszawa, 1989.
- Kulig Jan, The socialist countries in world economy of the 1980s and beyond, Wrocław, 1989.
- Kulig Jan, Dostosowania płatnicze i ich konsekwencje dla dłużników, Warszawa, 1988.
- Kulig Jan, Wybrane problemy gospodarki światowej, Warszawa, 1988, redakcja naukowa.
- Kulig Jan, Growth restoration or equilibrium : which way to external debt management in developing countries?, Budpaeszt, 1987.
- Kulig Jan, Kamiński, Bartłomiej, Okólski Marek, Granice modelowania globalnego (Limits to global modeling), Warszawa, 1983.
- Kulig Jan, Międzynarodowa strategia rozwoju ONZ na lata 1980-te, Warszawa, 1981.
- Kulig Jan, Nadzieje Trzeciego Świata : Nowy Międzynarodowy Ład Ekonomiczny, Warszawa, 1981.
- Kulig Jan, "Basic needs" and a new economic order : complementary or competing strategies for 1980ʹs, Warszawa, 1980.
- Kulig Jan, Industrialization strategy and development process; interrelationships, priorities, implications, Warszawa, 1979.
- Kulig Jan, Pajestka Józef, Socialist countries and New International Economic Order, Warszawa, 1979.
- Kulig Jan, Pajestka Józef, The socialist countries of Eastern Europe and the new international economic order, Genewa, 1979.
- Kulig Jan, A way toward new world order : a Tinbergen approach, Warszawa, 1978.
- Kulig Jan, Cele nowego ładu a modele globalne i studia przyszłościowe, Warszawa, 1978.
- Kulig Jan, Projektowanie rozwoju świata: aspekty ekonomiczne, Poznań, 1978.
- Kulig Jan, Strategia wewnętrzna krajów rozwijających się w świetle programu Nowego Ładu, Warszawa, 1978.
- Kulig Jan, The developing coutries in the international division of labour : development trends up to 1985, Warszawa, 1978.
- Kulig Jan, Katastrofa czy nowe społeczeństwo? : Egalitarna koncepcja nowego ładu światowego, Warszawa, 1977.
- Kulig Jan, Społeczno-kulturowe aspekty nowego ładu międzynarodowego, Warszawa, 1977.
- Kulig Jan, Socialist industrialization and underdevelopment : Polish experience and its strategic implications for developing countries, Warszawa, 1974.
- Kulig Jan, Environmental policies for the developing countries and their development strategy, Paryż, 1972.
- Kulig Jan, Protection of the human environment : some implications for development policy and strategy in African countries, Warszawa, 1972.
- Kulig Jan, Aktywizacja zasobów ludzkich dla zwie̜kszenia produkcji rolnej w krajach gospodarczo mniej rozwinie̜tych, Warszawa, 1969.
- Kulig Jan, Uprzemysłowienie a struktura zatrudnienia w krajach słabo rozwiniętych, Warszawa, 1966.
- Kulig Jan, Produkcyjne wykorzystanie nadwyżek siły roboczej w krajach mniej rozwinie̜tych, Warszawa, 1965.
- Kulig Jan, Niektóre zagadnienia rozwoju gospodarczego Indii i Chin w okresie 1950-1960, Warszawa, 1964.